# الظهيرة (الرياض)

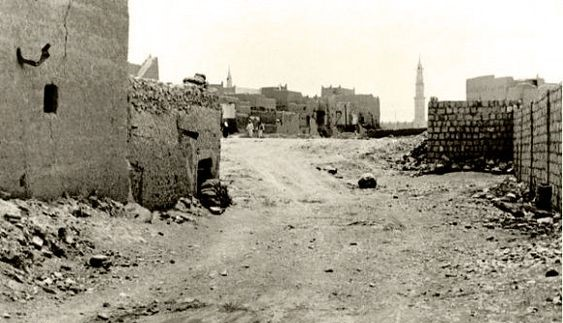
حلة الظهيرة 1959 أو 1960

كان حياً ومستوطنةً ضمن سور مدينة الرياض القديم والذي يُعاد تأهيله في جنوب الرياض، السعودية. يقع بالقرب من حي قصر الحكم في منطقة الرياض القديمة، تشكل أثار المنطقة اليوم جزء كبير من حي الديرة. يحده شارع السويلم من الغرب وشارع الظهيرة من الشرق، ترك أكثر سكانها المنطقة خلال المراحل المتعددة من توسع وتحديث الرياض، خصوصاً بين الخمسينات والسبعينات.
بحثت الحكومة السعودية منذ 2009 بإعادة إحياء الحي بإطلاق مشروع تطوير الظهيرة من خلال الهيئة الملكية لمدينة الرياض، والتي تهدف إلى جعل المنطقة مركزًا للأنشطة السياحية والتجارية.. أستمد اسم الحي من موقعه الجغرافي، حيث كان يقع على نتوء جبلي صخري.